# Thenardia
Thenardia é um género botânico pertencente à família Apocynaceae.